# Pista incarrientis
Pista incarrientis är en ringmaskart som beskrevs av Annenkova 1925. Pista incarrientis ingår i släktet Pista och familjen Terebellidae. Inga underarter finns listade i Catalogue of Life.